# Хасінто Вільяльба
Хасінто Вільяльба (ісп. Jacinto Villalba) — парагвайський футболіст, що грав на позиції нападника, зокрема, за клуб «Сан-Лоренсо», а також національну збірну Парагваю.

## Клубна кар'єра
У футболі дебютував виступами за команду «Серро Портеньйо». 
1932 року перейшов до клубу «Сан-Лоренсо», за який відіграв 3 сезони.  Більшість часу, проведеного у складі «Сан-Лоренсо», був основним гравцем атакувальної ланки команди. Завершив професійну кар'єру футболіста виступами за команду «Сан-Лоренсо» у 1935 році.

## Виступи за збірну
4 липня 1931 року дебютував в офіційних матчах у складі національної збірної Парагваю. Протягом кар'єри у національній команді, яка тривала 11 років, провів у її формі 9 матчів.
Був присутній в заявці збірної на чемпіонаті світу 1930 року в Уругваї, але на поле не виходив.
У складі збірної був учасником Чемпіонату Південної Америки 1939, де зіграв у чотирьох поєдинках.

## Титули і досягнення
- Бронзовий призер Чемпіонату Південної Америки: 1939